# متحف طرسوس
متحف طرسوس هو متحف للآثار والأثنوغرافيا في طرسوس، مقاطعة مرسين، في جنوب تركيا.
الموقع الحالي للمتحف يقع في المجمع الثقافي بالمدينة المعروف باسم «مجمع الذكرى 75 للثقافة». يقع المجمع في حي غني بالمباني التاريخية مثل مسجد طرسوس الكبير وكنيسة القديس بولس.

## تاريخ طرسوس
طرسوس هي مدينة تاريخية، كانت مركزًا استيطانيًا وثقافيًا هامًا في جوكوروفا دون انقطاع على مر العصور. جوزكولا إلى الجنوب من المدينة هو التوالت، والتي كانت مأهولة في العصر الحجري الحديث. خلال الإمبراطورية الرومانية، عاش القديس بولس في طرسوس. في وقت لاحق، سيطرت الإمبراطورية البيزنطية والأموية والخلافة العباسية والمملكة الأرمنية في كيليكية على المدينة. خلال الحقبة التركية، كانت طرسوس واحدة من المدن الرئيسية لأسرة رامازانوغلو وبعد ذلك الإمبراطورية العثمانية.

## المتحف
بدأ تشكيل المتحف في السنوات 1969-1970 مع مجموعة من القطع الأثرية. في عام 1971، تم إنشاء المتحف في مبنى تم ترميمه عام 1966، والذي كان في السابق مدرِّسًا بتكليف من كوبات باشا، وهو عضو يعود إلى القرن السادس عشر في منزل الرمانزين. في عام 1999، تم نقل المتحف إلى المبنى الحالي.
يحتوي المتحف على أكثر من 35000 قطعة في أرشيفه بما في ذلك القطع المعمارية، التي وجدت في طرسوس وحولها، والقطع الأثرية التي تم شراؤها أو مصادرتها أو اكتشافها خلال الحفريات الأثرية. تتألف مجموعة المتحف من 1998 قطعة أثرية و 1596 قطعة إثنوغرافية و 28176 قطعة نقدية و 376 فقم و 6 كتب مكتوبة بخط اليد. بالإضافة إلى ذلك، هناك عشرة مواقع أثرية، خمس مناطق محمية طبيعية، تسعة مبانٍ عسكرية تاريخية، مقبرتان تذكاريتان عسكريتان و 206 منشآت دينية أو ثقافية أو مدنية بما في ذلك أبرز كنيسة سانت بولس وبئرها،  التي سقطت تحت مسؤولية إدارة المتحف.
يقع المتحف في مبنى مكون من طابقين مع طابق نصفي وطابق سفلي، ويتكون من قاعتين كبيرتين تعرض فيهما القطع الأثرية والإثنوغرافية.